# 국민정당 우리의 슬로바키아
국민정당 우리의 슬로바키아(슬로바키아어: Ľudová strana Naše Slovensko)는 2010년 슬로바키아에서 만들어진 민족주의 정당이다. 코틀레바 (KOTELBA)라는 약칭으로 잘 알려져 있다. 안드레이 흘린카와 요제프 티소의 파시즘 정당이던 슬로바키아 인민당의 후계 정당을 자처한다.
사실상의 전신은 마리안 코틀레바가 1996년 결성한 극우 민족주의 단체 슬로바키아인 연대(Slovenská pospolitosť)로, 2006년 선거 출마를 시도하였으나 반헌법적 활동을 이유로 강제 해산되었다. 이후 코틀레바를 중심으로 한 전 당원들이 포도주 친구당(Strana priateľov vína)이라는 군소 등록정당에 대규모 입당하여 당을 장악하고(가입전술) 2010년 슬로바키아 국민당으로 개칭하였다. 이렇게 2010년 사실상 창당된 이래로 코틀레바가 현재까지 지도자로 재임 중이다. 2016년 총선에서 14석을 획득하며 원내에 입성하였고 2020년 총선에서 17석을 획득하였으나 2023년 총선에서는 원외정당으로 밀려났다.

## 같이 보기
- 마리안 코틀레바
- 슬로바키아의 정당